# Григорян, Марк Владимирович (архитектор)

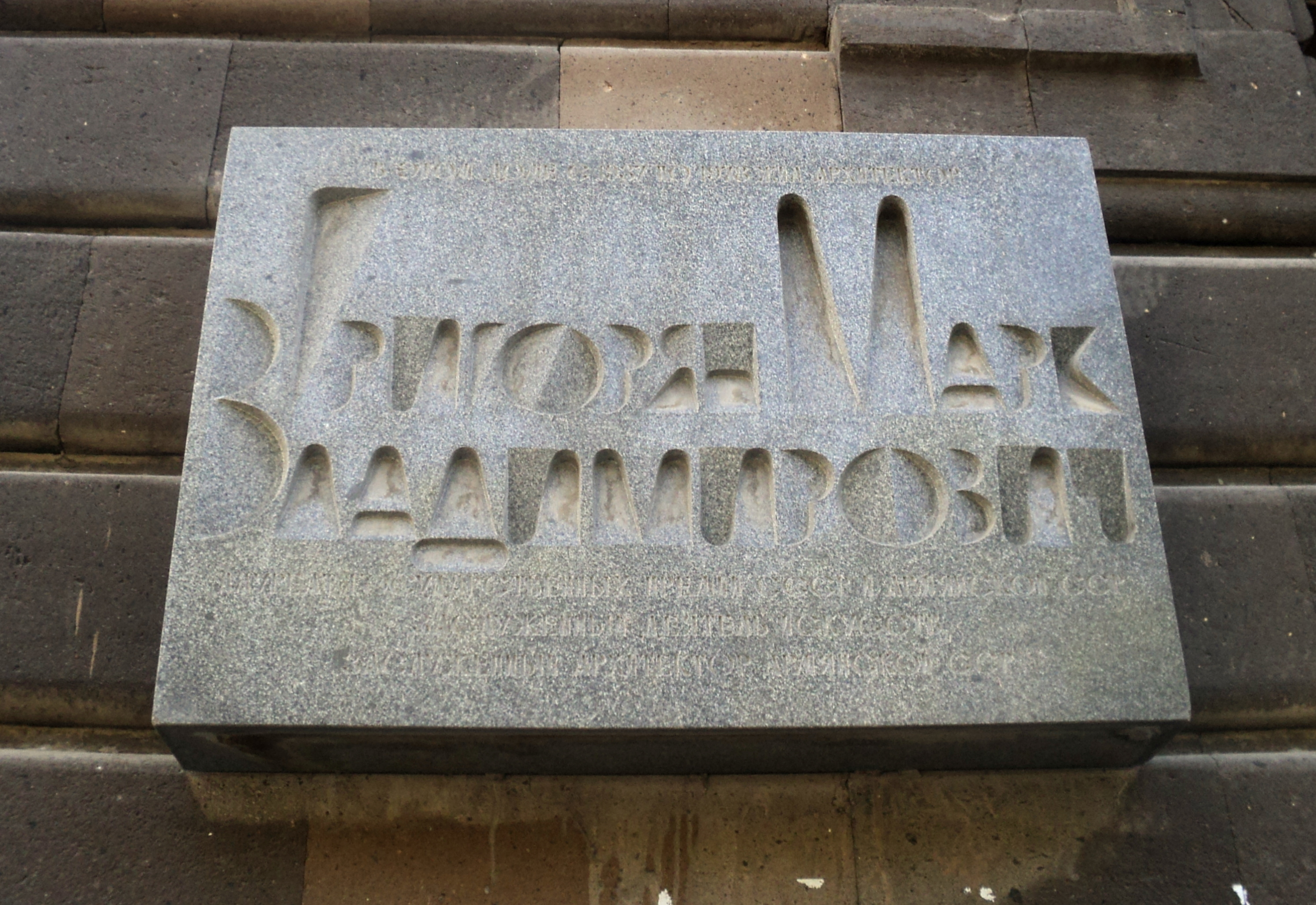
Памятная доска

Марк Владимирович Григоря́н (Маркос Вардересович Тер-Григорян; 16 [29] апреля 1900, Нахичевань-на-Дону, область Войска Донского, Российская империя — 10 января 1978, Ереван) — советский архитектор. Заслуженный деятель искусств Армянской ССР (1940). Заслуженный архитектор Армянской ССР (1969). Лауреат Сталинской премии третьей степени (1951).

## Биография
С 1920 по 1923 год учился в трёх ростовских университетах, откуда неизменно отчислялся «по происхождению». В 1920—1922 годах одновременно учился в художественной школе имени Врубеля.
В 1924 году переехал на жительство в Армению и поступил на архитектурное отделение технического факультета Ереванского университета, которое окончил в 1928 году. В 1926 году, ещё во время учёбы в университете, принял участие во всесоюзном конкурсе на проект Ереванского театра. На эту работу обратил внимание известный архитектор А. О. Таманян, который предложил Григоряну сотрудничество.
Среди самостоятельных работ Григоряна конца 1920-х — первой половины 1930-х годов больница и несколько жилых домов. В 1934 году по его проекту был построен Дом специалиста.
Одной из главных работ Григоряна стала площадь Ленина в Ереване. С 1936 года, после смерти Таманяна, Григорян взял на себя всю организационную работу, связанную с проектированием и строительством площади. Совместно с Э. А. Сарапяном он построил на площади здания гостиницы «Армения», «Совпрофа», Дома связи и картинной галереи
С 1939 по 1951 год занимает должность главного архитектора Еревана. Член ВКП(б) с 1945 года.
В 1951—1955 годах — заместитель начальника управления по делам архитектуры при СМ Армянской ССР.
С 1955 года и до конца своих дней — директор республиканского проектного института «Армпромпроект».
Лауреат Сталинской премии СССР 1951 года за проект здания ЦК КП Армении (1950) и Государственной премии Армянской ССР 1971 года за создание в 1950—1960-е годы ансамбля площади Ленина в Ереване.
В Ереване создал многие административные постройки, жилые дома, музеи, в том числе здание хранилища древних рукописей — Матенадарана (1959).
Журналист Марк Григорян и музыковед Левон Акопян являются внуками Марка Григоряна.

## Награды и премии
- заслуженный деятель искусств Армянской ССР (18.11.1940)[5]
- заслуженный архитектор Армянской ССР (1969)
- Сталинская премия третьей степени (1951) — за архитектуру здания ЦК КП(б) Армянской ССР в Ереване
- Государственная премия Армянской ССР (1971) — за создание ансамбля площади В. И. Ленина в Ереване
- орден Ленина (24.11.1945)
- орден «Знак Почёта»
- медали

## Память
- Именем Марка Григоряна названа улица в Ереване.